# Grafschaft Werdenfels
Die Grafschaft Werdenfels im heutigen Werdenfelser Land war eine Reichsgrafschaft im Besitz des Hochstifts Freising. Das Territorium der Grafschaft ist in etwa deckungsgleich mit dem südlichen Teil des heutigen Landkreises Garmisch-Partenkirchen in Oberbayern. Die Gemeinden des Gebietes bilden nach wie vor das Dekanat Werdenfels des Erzbistums München und Freising.

## Geographie
Die Teile des Oberen Loisach- und Isartales umfassende Grafschaft Werdenfels war flächenmäßig das größte Teilterritorium des Hochstiftes Freising. Die südliche natürliche Grenze bildete der Hauptkamm des Wettersteingebirges und im Osten das Karwendel mit seinem nördlichen Vorgebirge. Im Westen gehörten Teile der Ammergauer Alpen und im Zentrum ein Großteil des Estergebirges zur Grafschaft. Die nördlichen Nachbarn waren die kurbayerischen Klostergerichte Ettal und Benediktbeuern. Im Westen, Süden und Osten schlossen sich Freundsberg, Hörtenberg, Petersberg und Ehrenberg, allesamt Gerichte der Grafschaft Tirol, an.
Eine erste Grenzbeschreibung stammt aus den Jahren 1073–1078: In einer Aufzeichnung des Hochstiftes Freising wird der Grenzverlauf im Werdenfelser Land und im Ammergau detailliert beschrieben. Eine etwas jüngere Grenzbeschreibung aus dem Jahre 1305 und nennt 15 Grenzpunkte: Der Grenzverlauf ging von Eschenlohe zum Walchensee und weiter zum Sylvenstein. Von dort verlief die Grenze zum Hallerangersattel, weiter nach Seefeld und über das Leutaschtal zum Wetterwandeck im Zugspitzmassiv. Ab dem Wetterwandeck dehnte sich Werdenfels bis zum Plansee aus, anschließend verlief die Grenze weiter in gerader Linie durch die Ammergauer Alpen zurück nach Eschenlohe. Nachdem im Jahr 1284 die Burg Schlossberg nördlich von Seefeld von den Grafen von Eschenlohe an die Grafen von Tirol übergegangen war, bildete sie jedoch de facto die Grenzbefestigung zur Grafschaft Werdenfels. Auch die kirchliche Aufteilung folgte dieser Grenze: Scharnitz gehörte zum Bistum Freising, Seefeld und Oberleutasch zum Bistum Brixen. Vor diesem Hintergrund sind die Grenzbeschreibungen von 1305, 1315 und 1436 eher als das Anmelden von Gebietsansprüchen zu verstehen als Beschreibungen des tatsächlichen Herrschaftsgebietes. So war beispielsweise Laliders seit 1426 im Besitz der Pfarrei Absam. Das Ziel Tirols war dagegen, die Landesgrenze zum strategisch wichtigen Scharnitzpass hin zu verschieben.
In der Folge musste das Hochstift Freising einige Gebietsverluste an die mächtigen Nachbarn hinnehmen. Große Teile des Karwendels und das Leutaschtal gingen 1500 an Tirol. 1539 verschob Bayern die Grenze vom Sylvenstein bis kurz vor Wallgau. 1554 bildeten das Steinerne Brückl bei Farchant und die Brücke bei Obernach die Grenze zu Bayern. Im Jahr 1633 erhielt Tirol das Recht, zum Schutz vor den vorrückenden Schweden im Dreißigjährigen Krieg am Scharnitzpass auf Werdenfelser Gebiet die Grenzbefestigung Porta Claudia zu errichten. Durch Vertrag vom 29. Oktober 1656 wurden Scharnitz und das Gebiet um die Porta Claudia gegen einen Gebietsstreifen um den Kienleitenkopf mit dem Karlingerhof (Schönwieshof östlich von Scharnitz) und Wegerecht ins Hinterautal eingetauscht. Das Karwendeltal wurde schließlich mit dem Vertrag vom 28. Mai 1766 gegen den Ebenwald, das Frauenalpl und das Reintal eingetauscht, wobei das Jagdrecht bei der Grafschaft Werdenfels und die Holz- und Weiderechte bei den Bürgern von Mittenwald blieben.
Die Grafschaft wurde bei ihrer Gründung in drei Pfleggerichte eingeteilt: Garmisch, Partenkirchen und Mittenwald. Die weiteren Kernorte waren die heutigen Gemeinden Farchant, Grainau, Krün und Wallgau.

## Geschichte
Ihr Zentrum bildete die Burg Werdenfels. Im Jahr 1294 verkaufte Graf Perchthold von Eschenloh seine Grafschaft an den Bischof Enichen (Emicho) von Freising. Der oberste Richter hatte seinen Sitz in Garmisch, wo er seine  Gerichtstage hielt. Die Sitzungen fanden zunächst auf der Burg statt, erst 1632 wurde der Pflegsitz in ein neues Amtshaus in Schwaigwang verlegt.
Das Land verfügte über einen beträchtlichen Besitz an Erz- und Silbervorkommen. Von noch größerer wirtschaftlicher Bedeutung für die Grafschaft war zu Beginn der Neuzeit die Kontrolle der Handelsstraßen nach Italien. Was aus dem Süden kam (Gewürze, Früchte, Weihrauch, Wein), musste in Mittenwald, was aus dem Norden kam (Kupfer, Messing, Tuche, Schmuck, Metallwaren), in Partenkirchen gegen Bezahlung niedergelegt werden. Nur eine Werdenfelser Fuhrleutevereinigung hatte das Recht, innerhalb der Grafschaft die Waren zu transportieren. Von besonderer Bedeutung war es, dass Siegmund der Münzreiche aus Anlass seines Krieges mit der Republik Venedig 1487 den bedeutenden Bozner Markt nach Mittenwald verlegte, wo er bis 1679 abgehalten wurde. So kam die Gegend zu einem gewissen Wohlstand und wurde als „goldenes Landl“ bezeichnet.
Die Nachbarn Tirol und Bayern, letzteres vertreten durch die Anrainer Kloster Ettal und Kloster Benediktbeuern, beanspruchten immer wieder Gebietsteile. 1530 bot Herzog Wilhelm IV. von Bayern dem Bischof von Freising weite Landesteile zwischen Isar und Amper zum Tausch für die gesamte Grafschaft, doch scheiterten die Verhandlungen in München.
Nach dem Dreißigjährigen Krieg verlor die Gegend allmählich ihre Bedeutung als Umschlagplatz. Einen gewissen Aufschwung brachte, begründet durch Matthias Klotz, der Geigenbau in Mittenwald. 1803 endete mit der Säkularisation in Bayern die Herrschaft des Hochstifts Freising, die Grafschaft Werdenfels kam zum Königreich Bayern.

## Hexenprozesse
Ende des 16. Jahrhunderts kam es in der Grafschaft zu aufsehenerregenden Hexenprozessen, bei denen zwischen den Jahren 1590 und 1591 51 Personen als Hexen verurteilt und hingerichtet wurden. Unter diesen Personen befand sich mit Simon Kembscher auch ein Mann. Insgesamt wurden in dieser Zeit 127 Personen der Hexerei beschuldigt (→ Hexenverfolgung).
1583 wurde der leicht beeinflussbare Caspar Poißl von Atzenzell neuer Pfleger in der Grafschaft Werdenfels. Die Bewohner des Landes waren schon die Jahre zuvor sehr unruhig. Pestepidemien, Krankheiten, Hagelschauer, die die Felder verwüsteten, und verendete Tiere verängstigten die Allgemeinheit. Während der Vorgänger des neuen Pflegers noch mäßigend bei Anschuldigungen von Hexerei einwirkte, stießen sie bei Poißl auf offene Ohren. Als die aus Tirol stammende Ursula Klöck vom Eibseefischer der Hexerei beschuldigt wurde, ließ der Pfleger sie am 28. September 1589 in das Garmischer Amtshaus abführen. Zehn Tage später wurden noch zwei weitere Frauen festgenommen und in den Kerker gesteckt. Alle drei Frauen begutachtete der erfahrene Schongauer Scharfrichter und Hexenfinder Jörg Abriel und der Pfleger Poißl schrieb an seine Vorgesetzten über dessen Urteil: „... alle drei Weiber als Unholde befunden, weil er an ihnen das Teufelszeichen wirklich entdeckt habe.“ Mit der peinlichen Befragung presste der Pfleger Geständnisse aus den Frauen heraus. Durch  Zeugenbefragung wurde eine weitere Frau verdächtigt, die man dann im Dezember ebenfalls festnahm. Die vier Beschuldigten verfrachtete der Pfleger anschließend in den Kerker der Burg Werdenfels. Ohne Genehmigung der Regierung aus Freising folterte Poißl weiter und verdächtigte immer mehr Frauen. Am 21. Dezember beging dann eine der Frauen Suizid. Im Anschluss daran führte der Pfleger im Januar den ersten Malefizrechtstag durch, und die Frauen wurden zum Tode verurteilt. Es folgten noch sechs weitere Malefizrechtstage, die Verurteilten verbrannte in den meisten Fällen der Schongauer Scharfrichter bei lebendigem Leibe.